# Tokmak (Ukraine)
Pour les articles homonymes, voir Tokmak.
Tokmak (en ukrainien et en russe : Токмак) est une ville de l'oblast de Zaporijjia, en Ukraine, et le centre administratif du raïon de Tokmak. Sa population s'élève à 31 016 habitants en 2019.

## Géographie

### Localisation
Tokmak est située à 78 km au sud-est de Zaporijia. La ville la plus proche est Molotchansk, située à 10 km au sud-ouest.

### Transports
Tokmak se trouve à 130 km de Zaporijia par le chemin de fer avec sa gare de Velikyi Tokmak et à 92 km par la route.

## Histoire
L'origine de Tokmak remonte à l'installation, en 1784, au bord de la rivière Tokmak, de familles de Cosaques zaporogues et de paysans de la région de Poltava.
Située sur une route commerciale, la localité connaît un essor rapide. En 1861, elle est incorporée à l'ouïezd de Berdiansk dans le gouvernement de Tauride. Ses habitants sont agriculteurs, éleveurs, marchands et artisans. Deux foires annuelles, le 9 mai et le 1er octobre, attirent des marchands de Moscou, Koursk et Berdiansk.
Au début du XXe siècle, une dizaine d'entreprises emploient un millier d'ouvriers, notamment dans deux usines de machines agricoles. L'accès à la ligne de chemin de fer Kharkov – Sébastopol par la gare de Prichib donne une impulsion supplémentaire à l'économie de Tokmak. À la veille de la Première Guerre mondiale, des industriels et des négociants s'associent pour construire la voie ferrée Tsarekonstantinovka – Fiodorovka avec la gare de Bolchoï Tokmak (en russe : Большой Токмак).
Le 7 mars 1923, Bolchoï Tokmak devient une commune urbaine et un centre administratif d'ouïezd. De 1923 à 1927, l'usine Krasny progress (Progrès rouge) fabrique les premiers tracteurs à trois roues « Zaporojets ». L'industrie réalise ensuite des progrès rapides en s'appuyant sur une école de mécanique.

### Seconde guerre mondiale
En 1941, l'armée allemande occupe la ville, où un groupe de partisans opère contre l'occupant. Le 20 septembre 1943, Bolchoï Tokmak est libérée de l'occupation.

### Guerre russo-ukrainienne
La ville est prise en mars 2022 par les forces armées russes au début de l'invasion de l'Ukraine par la Russie en 2022.

## Population
Recensements (*) ou estimations de la population :
| 1923* | 1926* | 1939*  | 1959*  |
| ----- | ----- | ------ | ------ |
| 6 940 | 9 293 | 29 675 | 28 575 |

| 1970*  | 1979*  | 1989*  | 2001*  |
| ------ | ------ | ------ | ------ |
| 36 201 | 42 178 | 45 112 | 36 275 |

| 2010   | 2011   | 2012   | 2013   |
| ------ | ------ | ------ | ------ |
| 33 655 | 33 420 | 33 168 | 32 996 |

| 2014   | 2015   | 2016   | 2017   |
| ------ | ------ | ------ | ------ |
| 32 772 | 32 484 | 32 171 | 31 870 |

| 2018   | 2019   | - | - |
| ------ | ------ | - | - |
| 31 417 | 31 016 | - | - |

## Lieux d’intérêt

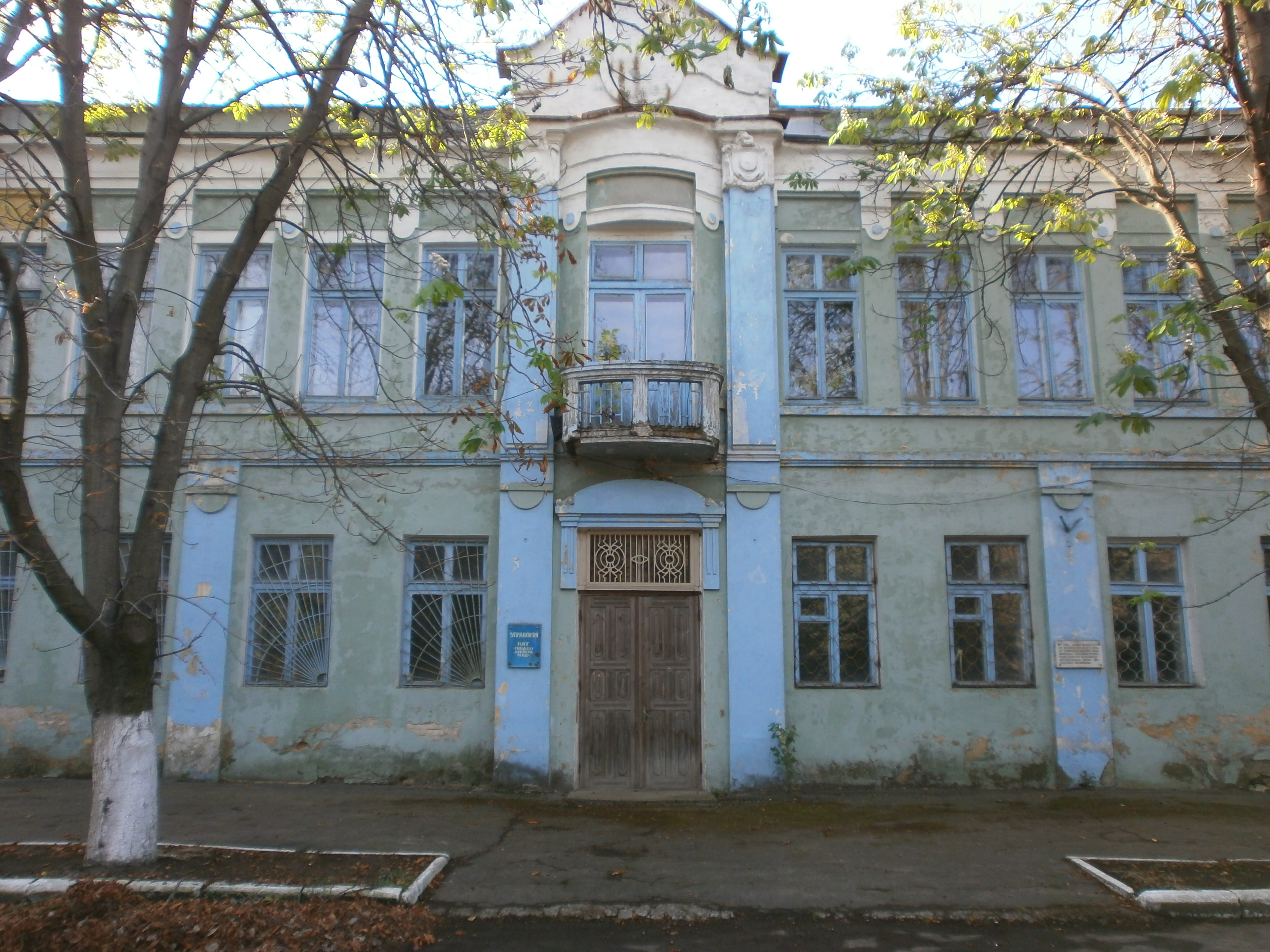
Maison de l'usine de moteurs diesel,
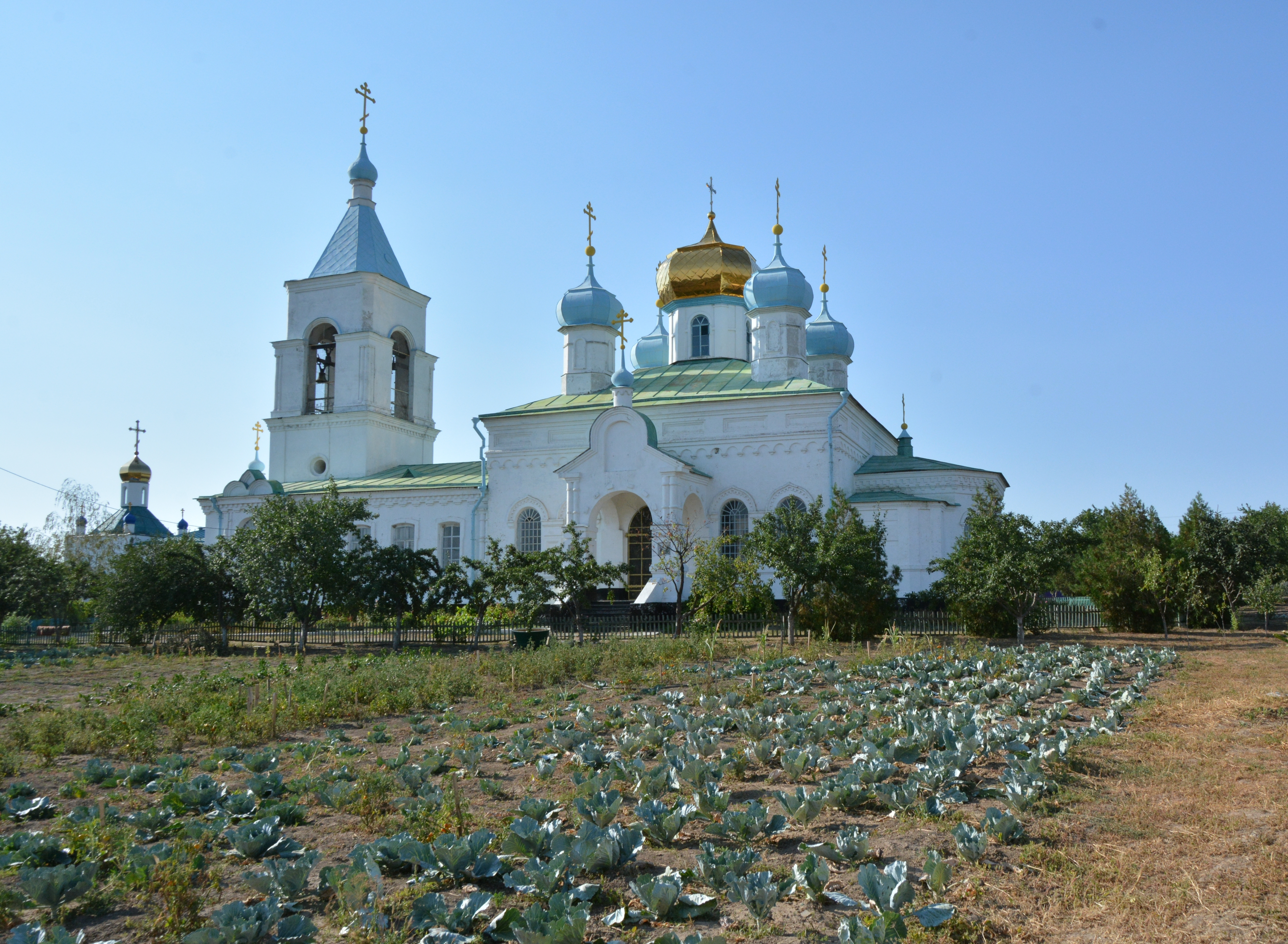
église de l'Ascension,
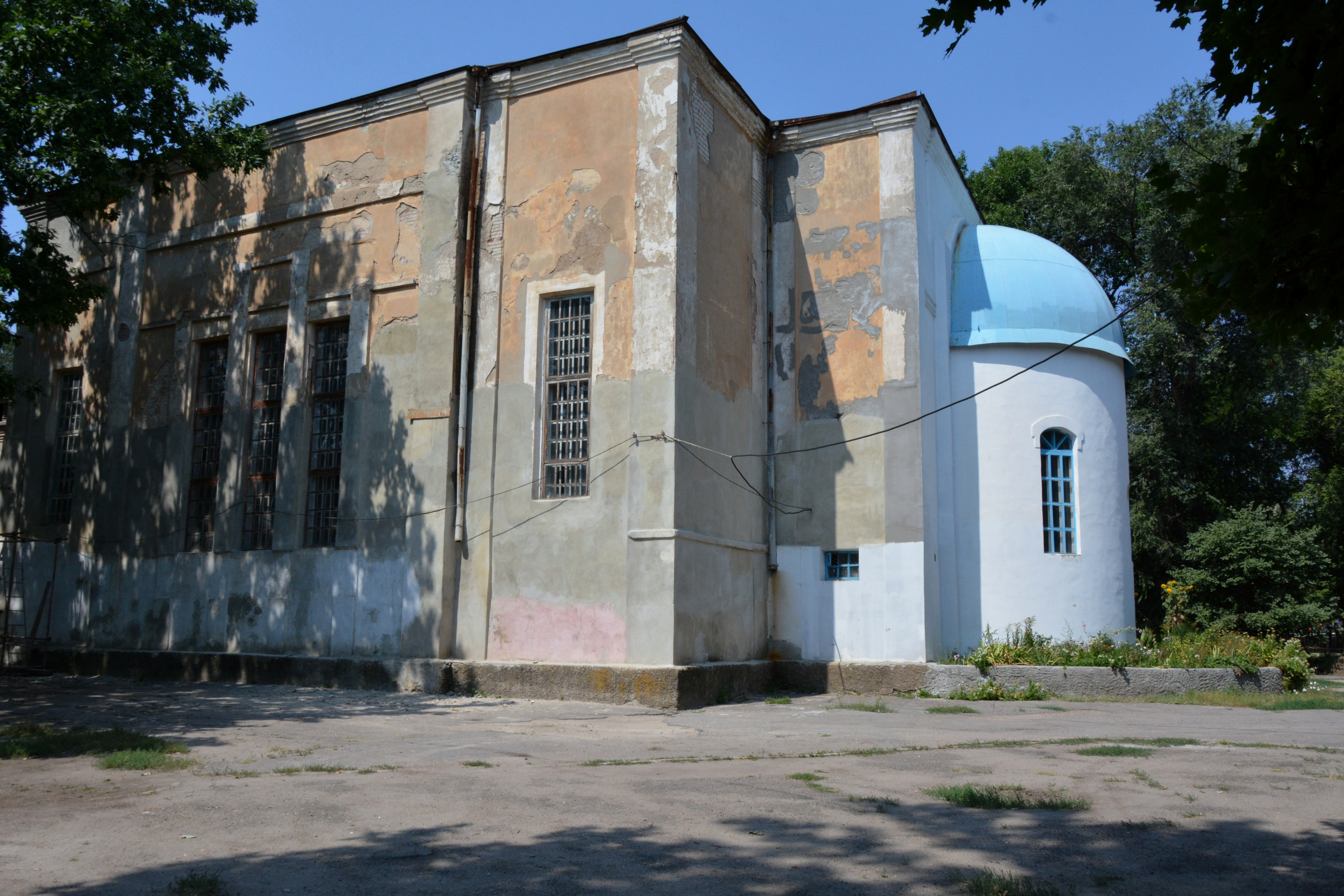
église de la Dormition,
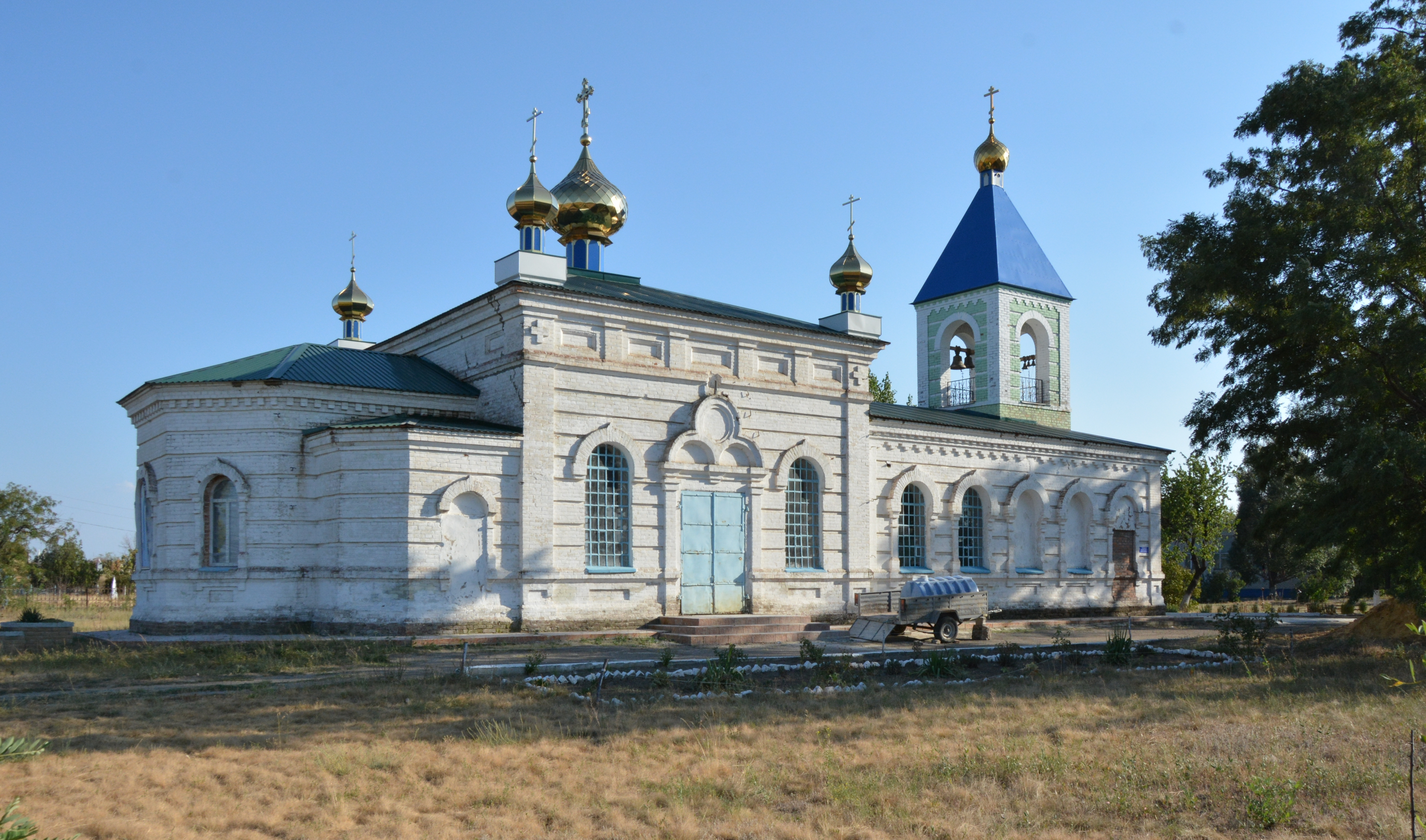
église saint-Serge,
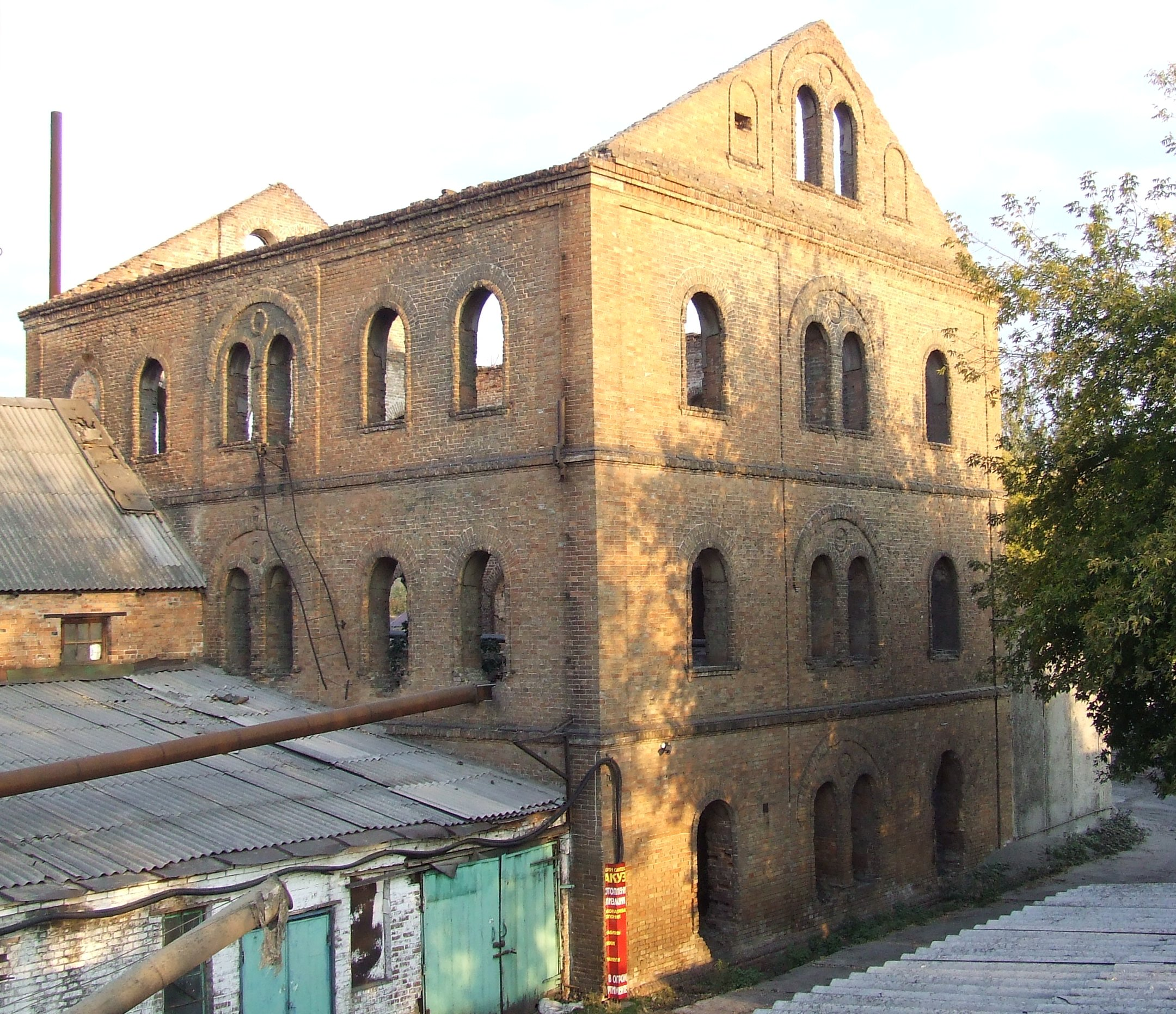
ancien moulin, classé[3].

## Personnalités
- Alexandre Gueorguievitch Ivtchenko (1903–1968), ingénieur aéronautique, inventeur de turbopropulseurs et de turboréacteurs y est né.